# Mellon Collie and the Infinite Sadness
Mellon Collie and the Infinite Sadness er det tredje album fra Smashing Pumpkins og blev udgivet 23. oktober 1995 hos Virgin Records. Det er et dobbeltalbum med 28 sange.
Dobbeltalbummet gik direkte ind som nummer et i USA og New Zealand og blev hurtigt det mest solgte dobbeltalbum i 1990'erne. Mellon Collie and the Infinite Sadness har opnået 10-dobbelt platin (diamant) i USA, eftersom der er blevet solgt mere end fem millioner eksemplarer (10 millioner cd'er) af albummet. Derudover har dobbeltalbummet også opnået tidobbelt platin i Canada, seksdobbelt platin i New Zealand, firdobbelt platin i Australien og dobbelt platin i Irland. De tre første singler, "Bullet with Butterfly Wings", "1979" og "Zero", har alle fået tildelt guld i USA, da de hver især blev solgt i mere end 500.000 eksemplarer. I Danmark blev der solgt mere end 40.000 eksemplarer af dobbeltalbummet.
I 1997 blev Smashing Pumpkins nomineret i syv kategorier ved den prestigefyldte amerikanske prisuddeling, Grammy Awards, hvor bandet vandt prisen for Best Hard Rock Performance med "Bullet with Butterfly Wings". Året før fik bandet ligeledes syv nomineringer ved MTV Video Music Awards, men der snuppede Smashing Pumpkins de seks. Især musikvideoen til "Tonight, Tonight" høstede priser.
I forbindelse med udgivelsen af bandets syvende album Oceania i 2012 lavede musikmagasinet Rolling Stone en oversigt over de 20 bedste sange fra Smashing Pumpkins ud fra en omfattende afstemning blandt fans. På listen blev der stemt otte sange fra Mellon Collie and the Infinite Sadness ind: "1979" (nr. 2), "Tonight, Tonight" (nr. 6), "Bullet with Butterfly Wings" (nr. 7), "Thru the Eyes of Ruby" (nr. 10), "Zero" (nr. 12), "Porcelina of the Vast Oceans" (nr. 14), "Thirty-three" (nr. 16) og "Muzzle" (nr. 17). Ved bandets koncerter er "Bullet with Butterfly Wings", "Tonight, Tonight", "1979", "Zero", "Thru the Eyes of Ruby", "Porcelina of the Vast Ocean" og "X.Y.U." i nævnte rækkefølge de mest spillede numre live. 
Mellon Collie and the Infinite Sadness blev genudgivet d. 4. december 2012. Foruden de to originale cd'er med 28 sange indeholdt genudgivelsen tre ekstra cd'er med bonusmateriale, eksempelvis demoer, outtakes og tidligere ikke-udgivne sange, samt en livekoncert på dvd fra bandets Brixton Academy-koncert i London 15. maj 1996. Genudgivelsen indeholder i alt 106 tracks, hvoraf 64 er helt nye og ikke tidligere blevet udgivet. 

## Skæringsliste
De 28 sange blev fordelt på to cder, Dawn to Dusk og Twilight to Starlight, med 14 sange på hver. Den samlede spilletid er på over to timer. Alle sange er skrevet af Billy Corgan, med mindre andet er anført.

### Dawn to Dusk
1. "Mellon Collie and the Infinite Sadness"
2. "Tonight, Tonight"
3. "Jellybelly"
4. "Zero"
5. "Here Is No Why"
6. "Bullet with Butterfly Wings"
7. "To Forgive"
8. "Fuck You (An Ode to No One)"
9. "Love"
10. "Cupid de Locke"
11. "Galapogos"
12. "Muzzle"
13. "Porcelina of the Vast Oceans"
14. "Take Me Down" (skrevet af James Iha)

### Twilight to Starlight
1. "Where Boys Fear to Tread"
2. "Bodies"
3. "Thirty-three"
4. "In the Arms of Sleep"
5. "1979"
6. "Tales of a Scorched Earth"
7. "Thru the Eyes of Ruby"
8. "Stumbleine"
9. "X.Y.U."
10. "We Only Come Out at Night"
11. "Beautiful"
12. "Lily (My One and Only)"
13. "By Starlight"
14. "Farewell and Goodnight" (skrevet af Billy Corgan og James Iha)

## Singler
- Bullet with Butterfly Wings (1995)
- 1979 (1996)
- "Zero" (1996)
- Tonight, Tonight (1996)
- Thirty-three (1996)

## Band
- Billy Corgan (sang, guitar, klaver, producer)
- Jimmy Chamberlin (trommer, sang)
- James Iha (guitar, sang)
- D'arcy Wretzky (bas, sang)

Derudover er dobbeltalbummet produceret af Billy Corgan, Flood og Alan Moulder. Chicago Symphony Orchestra medvirker på Tonight, Tonight og Greg Leisz spiller guitar på Take Me Down. 

## Indspilningerne
Efter den 14 måneder lange Siamese Dream Tour sluttede i 1994, gik Billy Corgan straks i gang med at skrive nyt materiale. Bandet startede på lidt utraditionel vis med at spille musik i øvelokaler frem for at gå direkte ind i studiet. Det var ved denne lejlighed, at bandet begyndte samarbejdet med produceren Flood, der havde erstattet Butch Vig, som ellers havde produceret bandets to første album. Optagelserne i øvelokalet skulle oprindeligt blot have været en slags kladde til, hvordan hele albummet skulle se ud. De blev dog i stedet for fundamentet for albummet, og bandet gik i foråret 1995 sammen med produceren Alan Moulder i gang med at lægge en sidste hånd på musikken. 
Ved slutningen af studieindspilninger havde bandet ikke mindre end 56 numre klar, hvoraf de 28 skulle placeres på Mellon Collie and the Infinite Sadness. De resterende sange blev løbende udgivet som b-sider på albummets fem singler og til sidst samlet i The Aeroplane Flies High.

## Konceptalbum
Oprindeligt var det meningen, at dobbeltalbummet skulle have haft et overordnet tema i stil med Pink Floyds The Wall. De enkelte cder skulle repræsentere henholdsvis dag og nat, og albummet skulle symbolisere en cyklus mellem liv og død. Selvom bandet hen ad vejen stille og roligt gav slip på dette, kan det stadig ses i det endelige resultat, og cderne hedder hver især Dawn to Dusk og Twilight to Starlight.

## Reaktion
Mellon Collie and the Infinite Sadness gik direkte ind som nr. 1 i USA, og bandet udgav senere fem succesrige singler. Derudover blev Muzzle udgivet som promosingle, mens Here Is No Why, Jellybelly og Bodies blev spillet meget i radioen i 1996. 
Mellon Collie and the Infinite Sadness blev ved Grammy Awards i 1997 nomineret i kategorierne Album of the Year og Best Alternative Music Performance. Hitsinglen 1979 blev nomineret i kategorierne Record of the Year og Best Rock Performance, Tonight, Tonight blev nomineret i kategorien Best Music Video og det instrumentale titelnummer i kategorien Best Pop Instrumental Performance. Smashing Pumpkins vandt kategorien Best Hard Rock Performance med hitsinglen Bullet with Butterfly Wings. 
Musikvideoerne til 1979 og Tonight, Tonight vandt tilsammen syv priser ved MTV Video Music Awards 1996, inklusiv topategorien Video of the Year for Tonight, Tonight. 
Q Magazines læsere stemte i 1998 dobbeltalbummet ind som nr. 29 på listen over de bedste album nogensinde. Rolling Stone placerede dobbeltalbummet som nr. 487 på deres liste over de 500 bedste album nogensinde. Derudover kårede Time Magazine albummet til årets bedste i 1995.

## Salgstal
- USA: 5.000.000 (10 x platin, diamant)
- UK: 300.000 (platin)
- Canada: 1.200.000 (10 x platin, diamant)
- Frankrig: 419.300 (platin)
- Australien: 280.000 (4 x platin)
- Tyskland: 250.000 (guld)
- New Zealand: 90.000 (6 x platin)
- Belgien: 50.000 (platin)
- Holland: 50.000 (guld)
- Italien: 50.000 (guld)
- Spanien: 50.000 (guld)
- Østrig: 50.000 (platin)
- Portugal: 40.000 (platin)
- Danmark: 40.000 (guld)
- Irland: 30.000 (2 x platin)
- Norge: 25.000 (guld)
- Japan: 24.170
- Filippinerne: 20.000 (guld)
- Thailand: 10.000 (sølv)
- Chile: 10.000 (guld)
- Singapore: 7.500 (guld)

I den første uge i handlen blev der solgt 246.000 eksemplarer af Mellon Collie and the Infinite Sadness i USA. I juli 2012 var der blevet solgt omkring 4,9 millioner eksemplarer i USA, og i oktober 2012 fik dobbeltalbummet tildelt 10-dobbelt platin for mere end fem millioner solgte eksemplarer (10 millioner cd'er). 

## Genudgivelse
Den 4. december 2012 blevMellon Collie and the Infinite Sadness genudgivet – på samme måde som Gish og Siamese Dream blev i november 2011, og Pisces Iscariot blev i juli 2012. I modsætning til de tre første genudgivelser indeholder denne udgivelsen langt mere bonusmateriale, idet hele tre bonus-cd'er er inkluderet, samt en livd-dvd med en koncert fra 1996. 
I alt 106 numre – hvoraf 64 er helt nye og ikke tidligere blevet udgivet – er der at finde på genudgivelsen. De tre bonus-cd'er indeholder i alt 64 bonusnumre, heriblandt forskellige demooptagelser og remixes fra MCIS-æraen. Der er også to demooptagelser fra James Ihas første soloalbum Let It Come Down, der blev udgivet i 1998. Derudover inkluderer genudgivelsen også en livekoncert på dvd fra Brixton Academy i London, Storbritannien den 15. maj 1996. Koncerten fandt sted, mens bandet var på sit højeste kommercielt set. Foruden koncerten i London indeholder live-dvd'en også fire numre fra en koncert i Tyskland den 7. april 1996 som bonusmateriale. Intet af materialet på live-dvd'en er før blevet udgivet. 

### Bonus-cd I:Morning Tea
1. Tonight, Tonight (Strings Alone mix)
2. Methusela (Sadlands demo)
3. X.Y.U. (Take 11)
4. Zero (Synth mix)
5. Feelium (Sadlands demo)
6. Autumn Nocturne (Sadlands demo)
7. Beautiful (Loop version)
8. Ugly (Sadlands demo)
9. Ascending Guitars (Sadlands demo)
10. By Starlight (Flood rough)
11. Medellia of the Gray Skies (Take 1)
12. Lover (Arrangement 1 demo)
13. Thru the Eyes of Ruby (Take 7)
14. In the Arms of Sleep (Early Live demo)
15. Lily (My One and Only) (Sadlands demo)
16. 1979 (Sadlands demo)
17. Glamey Glamey (Sadlands demo)
18. Meladori Magpie
19. Mellon Collie and the Infinite Sadness (Home Piano version)
20. Galapagos (Instrumental/Sadlands demo)
21. To Forgive (Sadlands demo)

### Bonus-cd II:High Tea
1. Bullet with Butterfly Wings (Sadlands demo)
2. Set the Ray to Jerry (Vocal Rough)
3. Thirty-three (Sadlands demo)
4. Cupid de Locke (BT 2012 mix)
5. Porcelina of the Vast Oceans (Live Studio rough)
6. Jellybelly (Instrumental/Pit mix 3)
7. The Aeroplane Flies High (Turns Left, Looks Right)
8. Jupiter’s Lament (Barbershop version)
9. Bagpipes Drone (Sadlands demo)
10. Tonight, Tonight (Band Version Only, No Strings)
11. Knuckles (Studio outtake)
12. Pennies
13. Here Is No Why (Pumpkinland demo)
14. Blast (Fuzz version)
15. Towers of Rabble (Live)
16. Rotten Apples
17. Fun Time (Sadlands demo)
18. Thru the Eyes of Ruby (Acoustic version)
19. Chinoise (Sadlands demo)
20. Speed

### Bonus-cd III:Special Tea
1. Mellon Collie And The Infinite Sadness (Nighttime version 1)
2. Galapagos (Sadlands demo)
3. Cherry (BT 2012 mix)
4. Love (Flood rough)
5. New Waver (Sadlands demo)
6. Fuck You (an ode to no one) (Production Master rough)
7. Isolation (BT 2012 mix)
8. Transformer (Early mix)
9. Dizzle (Sadlands demo)
10. Goodnight (Basic Vocal rough)
11. Eye (Soundworks demo)
12. Blank (Sadlands demo)
13. Beautiful (Instrumental-Middle 8)
14. My Blue Heaven (BT 2012 mix)
15. One and Two
16. Zoom (7 ips)
17. Pastichio Medley (Reversed extras)
18. Marquis In Spades (BT 2012 mix)
19. Tales of a Scorched Earth (Guitar Overdub mix)
20. Tonite Reprise (Version 1)
21. Wishing You Were Real (Home demo)
22. Thru the Eyes of Ruby (Pit mix 3)
23. Phang (Sadlands demo)

### Live-dvd:Live at Brixton Academy, London
1. Tonight, Tonight
2. 1979
3. Zero
4. Here Is No Why
5. Thru the Eyes of Ruby
6. Porcelina of the Vast Oceans
7. Jellybelly
8. Silverfuck
9. Disarm
10. Bullet with Butterfly Wings

#### Bonusmateriale:Live at Rockpalast
1. Fuck You (An Ode to No One)
2. Muzzle
3. Cherub Rock
4. X.Y.U.

## Outtakes
Indspilningerne til Mellon Collie and the Infinite Sadness er bandets mest omfattende nogensinde. Der blev indspillet og udgivet 56 sange på selve dobbeltalbummet og det efterfølgende boxsæt The Aeroplane Flies High. Derudover eksisterer der en række outtakes, som under indspilningerne blev kasseret. Flere af indspilningerne blev i 2012 udgivet på genudgivelsen af albummet. 
- A Drone
- Autumn Nocturne
- Dizzle
- The Black Rider
- Blast
- Depresso
- Die
- Feelium
- The Groover
- Germans in Leather Pants
- Jackboot
- Methusela
- No Escape
- Rings
- USA
- The Viper
- Walking Country
- Wishing You Were Here
- With Longing
- Dick or Peter
- Fire Power
- I Feel Love
- Receive My Signal